# Hans Gansch
Hans Gansch (* 13. April 1953 in Kirnberg an der Mank, Niederösterreich) ist ein österreichischer Trompeter.

## Leben
Den ersten Musikunterricht erhielt er mit sieben Jahren vom Vater Johann Gansch auf der Blockflöte und der kleinen Trommel. Ab dem elften Lebensjahr unterrichtete ihn der Vater ebenso wie seinen Bruder Thomas Gansch auf der Trompete.
Sein Musikstudium absolvierte er bei Franz Veigl an der Anton Bruckner Universität in Linz.
Von 1974 bis 1976 hatte er die Position des ersten Trompeters im Bruckner Orchester Linz inne, von 1976 bis 1982 dieselbe im Sinfonieorchester des österreichischen Rundfunks. In dieser Zeit absolvierte er ein Gastspiel bei der ORF Big Band als Fünfter Trompeter zusammen mit Art Farmer. Von 1982 bis 1996 war er erster Trompeter im Orchester der Wiener Staatsoper und bei den Wiener Philharmonikern. 1996 verließ er die Wiener Philharmoniker auf eigenen Wunsch. 1996 erhielt er die Professur für Trompete an der Universität Mozarteum Salzburg.
Das Blechbläserensemble Austrian Brass Connection (ABC) wurde von ihm gegründet, daneben wirkt Gansch noch in weiteren Ensembles, wie Art Of Brass Vienna, Pro Brass und der Brass Band Oberösterreich. 
Gansch tritt als Trompeter nicht mehr öffentlich auf.

## Tonträger
- Trompetenkarneval (1993)
- Trompetenkonzerte (1994)
- Da oana Summa (1999)
- Trompetenmusik des 20. Jahrhunderts (1999)
- Gansch Meets Höfs gemeinsam mit Matthias Höfs (2006)
- Spirit Of Europe (2009)

## Auszeichnungen
- 1995 Preis der Deutschen Schallplattenkritik für die Einspielung der CD Trompetenkonzerte
- 2007 Player of the Year Category 8 – 4barsrest.com Awards